# Kraljevstvo Kongo
Kraljevstvo Kongo (kongoanski: Kongo dya Ntotila ili Wene wa Kongo; portugalski: Reino do Kongo) bilo je kraljevstvo locirano u zapadno centralnoj Africi u današnjoj severnoj Angoli, zapadnoj porciji Demokratske Republike Kongo, Republici Kongo kao i najjužnijem delu Gabona. U vreme svoje najveće veličine je dosezalo od Atlanskog okeana na zapadu do reke Kvango na istoku, i od reke Kongo na severu do reke Kvanza na jugu. Kraljevstvo se sastojalo od nekoliko sržnih provincija kojima je upravljao manikongo, što je portugalska verzija kongoanske titule Mwene Kongo, sa značenjem „gospodar ili vladar Kongo kraljevstva”, a njegova sfera uticaja je obuhvatala susedna kraljevstva, kao što su Ngojo, Kakongo, Loango, Ndongo i Matamba, zadnja dva od kojih su bila locirana u današnjoj Angoli.
Od oko 1390. do 1862. godine bila je nezavisna država. Od 1862. do 1914. funkcionisala je sa prekidima kao vazalna država Kraljevine Portugalije. Godine 1914, nakon portugalskog gušenja pobune u Kongu, Portugalija je ukinula titularnu monarhiju. Titula kralja Konga je vraćena od 1915. do 1975. godine, kao počasna bez stvarne moći. Preostale teritorije kraljevstva su asimilirane u koloniju Angolu, Belgijski Kongo i Republiku Kabindu, respektivno. Današnja Bundu dia Kongo sekta zalaže se za oživljavanje kraljevstva kroz otcepljenje od Angole, Republike Kongo i Demokratske Republike Kongo.

## Istorija

### Koreni
Negde početkom nove ere, koju stotinu godina pre ili kasnije, započela je u središnjoj Africi seoba naroda. Crnačka Bantu plemena iz visokih savana središnjeg dela doline reke Benue, u današnjem graničnom području između Kameruna i Nigerije, napustila su svoju dotadašnju domovinu i tokom prvog milenijuma nakon Hrista postupno su se selila prema jugu i jugoistoku, šireći se i postajući prevladavajući narod na južnoj trećini afričkog kontinenta.
Osnovne kulture u staroj domovini bile su sudanski proso i sorgum, a mlaćenje i spaljivanje bili su jedina tehnika prikupljanja letine. Tako je došlo do naglog porasta stanovništva, pa su se kroz nekoliko naraštaja Bantu crnci našli suočeni s ozbiljnim nedostatkom obradive zemlje. Formirali su se pojedini rodovi i odvajali od glavne plemenske zajednice, sve dok nije bila naseljena cela savana i dok plemena u svom kretanju nisu stigla do kišnih prašuma bazena reke Kongo koje se prostiru duž južnih granica visoravni. Prašuma, u koju su bili prisiljeni da zakorače, uz svu svoju bujnu vegetaciju pokazala se veoma negostoljubivim mestom. Sudanski proso i sargum, koji su davali tako obilne letine na visokoj otvorenoj savani, nisu mogli da rastu u zagušljivoj i vlažnoj sredini.
Struja migracije kretala se dalje, instiktivno sledeći reke i rečice, pritoke Konga, dok najzad konačno nije izbila iz prašume i našla se na platou Katanga (ili Šaba), visoku savanu neobično sličnu onoj koja je ostala iza njih u starom kraju. Za 100 ili 200 godina opet je došlo do bujanja populacije pa je narod Bantu morao opet krenuti dalje šireći se preko platoa Šaba i naseljavajući današnju Zambiju, Zimbabve i Mozambik, sve do obala Indijskog okeana. U blizini ušća reke Zambezi naišli su na biljke s hranjivim plodovima podreklom iz jugoistočne Azije. To su bile prvenstveno banane, azijski jam i taro, za koje se pretpostavlja kako su ih doneli i ostavili u Africi pomorci s područja današnje Indonezije, u 3. ili 4. veku.
Uvođenje azijskih biljaka u afričku poljoprivredu blagotvorno je delovalo na način života Bantu naroda. Rečene su biljke uspevale u toploj, vlažnoj klimi, tamo gde sudanski proso i sargum nisu bili ni od kakve koristi. To je omogućilo plemenima da se šire u dotad nepovoljne oblasti istočne Afrike, oko velikih jezera u današnjoj Tanzaniji, Keniji i Ugandi, a zatim, u 10. veku, i u bazen reke Kongo kroz koji su prošli pre hiljadu godina. Do 12., najkasnije 13. veka, plemena Bantu naselila su gotovo celu prašumu u slivu Konga i asimilirajući ili potiskujući u najzabačenije krajeve domoroce Pigmeje, uspostavila svoje plemenske zajednice. Iz jedne takve zajednice nastalo je Kraljevstvo Kongo. 

### Nastanak
O kraljevstvu nema nikakvih zapisa iz vremena pre kontakta sa Portugalcima, pa je sve što se zna o njegovom nastanku preuzeto iz usmene predaje. Prema jednoj od legendi koju su Portugalci čuli nakon dolaska, a misionari zapisali, začetnik kraljevstva je bio legendarni Nimi a Lukeni, sin poglavice malog Bantu plemena Vungu ili Bungo koje je živelo na obali Konga u blizini današnjeg Stanlijevog jezera. Željan vlasti, ali s malo izgleda da postane poglavica, s nekoliko naoružanih sledbenika napustio je selo i ulogorio se kraj jednog gaza na reci tražeći da mu plate svi koji žele da pređu na drugu stranu. Jednog dana je Nimi a Lukenijeva tetka došla do gaza i pozivajući se na povlastice koje ima kao poglavičina sestra odbila zahtev platiti prelazak na drugu stranu. Kad se, ne plativši, uputila da pregazi reku, Nimi a Lukeni je potrčao za njom i rasporio je nožem. Tim okrutnim činom, ubistvom člana porodice, prekršio je sve što je bilo sveto i pogazio sve tradicije. Proglasio je sebe bićem oslobođenim stega plemenskih zakona, iznimnim bogolikim čudovišnim i moćnim bićem koje će po legendi postati osnivačem Kraljevstva Kongo. Nimi a Lukeni postao je prvi Manikongo (portugalski izgovor kikongoanskog naslova Mwene a Kongo).
Prvi Manikongo osvojio je nakon niza ratnih pohoda oblast u kojoj su živela plemena Mbundu i Mbvela, južno od ušća Konga u današnjoj Angoli i tu je na jednom visokom brdu udaljenom oko 150 km od reke podigao svoj mbaji ili mbanzu, dvorac sa sudnicom i većnicom. Italijanski misionar franjevac Điovani Antonio Kavazi piše u 17. veku kako se narod odnosio prema tom dvorcu u prašumi s takvim strahopoštovanjem da su se bojali da pogledaju u tom pravcu, misleći kako će ostati na mestu mrtvi. Nakon što su Nimi a Lukenija, prema legendi, napali grčevi, njegovi sledbenici odlučili su se obratiti svešteniku pokorenog naroda. Sveštenik je pristao da pođe s njima do poglavice, a nakon izlečenja Manikongo je zapečatio mir sa prvobitnim stanovnicima zemlje uzevši poglavičinu kćer za prvu suprugu. Tako je nastalo stabilno kraljevstvo.
Za oko 150 godina nakond toga do dolaska Portugalaca, u Mbanzi je vladalo pet do osam Manikonga koji su svi bili potomci mitskog Nimi a Lukenija. Oružanim osvajanjem i verskim savezništvom postupno su proširili granice svoje države tako da je zauzimala površinu od preko 500 000 km² i imala između 4 000 000 i 5 000 000 stanovnika. Na vrhuncu moći prostirala se od reke Ogoue na severu, u današnjem Gabonu, do danas angolske reke Kuanca na jugu, te od Atlantskog okeana na zapadu do Stanlijevog jezera, platoa Bateke i reke Kvango u današnjem DR Kongu na istoku. U vreme dolaska Portugalaca kraljevstvo je bilo nešto manje, budući da su se neki narodi na severnom i južnom delu zemlje odvojili i osnovali vlastita kraljevstva koja su eventualno još kao vazalne države plaćala danak Manikongu. On je pod svojom vlašću tada držao samo područje između reka Kongo na severu, Kvango na istoku, Dande na jugu i Atlantskog okeana na zapadu.

## Literatura
- Brásio, António. Monumenta Missionaria Africana 15 volumes. Lisbon: Agência Geral das Colonias and others, 1952–1988.
- Cuvelier, Jean and Louis Jadin. L'ancien Congo après les archives romaines Brussels, 1954.
- Jadin, Louis. L'ancien Congo et l'Angola 1639–1655 d'après les archives romaines, Portugaises, Néerlandaises et Espagnoles 3 vols., Brussels: Institut historique belge de Rome, 1975.
- Paiva Manso, Levy Jordão. História de Congo (Documentos) Lisbon, 1877.
- Anguiano, Juan Mateo d'. Missiones Capuchinas en Africa. ed. Buenaventura de Carrocera, 2 vols., Madrid, 1950).
- Atri, Marcellino d'. mod ed. Carlo Toso, L'anarchia congolese nel sec. XVII. La relazione inedita di Marcellino d'Atri. Genoa: Bozzi, 1984.
- W. Holman Bentley, Pioneering on the Congo, London, 1900.
- Cadornega, António de Oliveira de. História geral das guerras angolanas (1680–81). ed. José Matias Delgado and Manuel IIIAlves da Cunha. 3 vols. Lisbon, 1942–44 (reprinted, 1972).
- Carli, Dionigio da Piacenza. Il Moro transportado nell'inclita città di Venezia. Bassano, 1687.
- Carli, Dionigio da Piacenza. Viaggio del Padre Michael Angelo de Guattini da Reggio et del P. Dionigi de Carli da Piacensa...Regno del Congo. (Bologna, 1674). Mod. ed. Francesco Surdich, Milan, 1997. French translation, Michel Chandeigne, Paris, 2006.
- [Cardoso, Mateus] História do reino de Congo ed. António Brásio, Lisbon, 1969. French translation François Bontinck, 1972.
- Cavazzi da Montecuccolo, Giovanni Antonio (1687). Istorica Descrizione de tre regni Congo, Matamba ed Angola. Bologna.. Portuguese translation by Graziano Saccardo da Luggazano, 2 vols., Lisbon, 1965.
- Dapper, Olfried. Naukeurige beschrijvinge der Africa gewesten. (Amsterdam, 1668) English translation, John Ogilby, London, 1670.
- Franco, António. Synopsis Annalium societatis Jesu in Lusitania ab anno 1540 usque ad annum 1725. Augsburg, 1726.
- Gallo, Bernardo da. "Conto delle Villacazione Missionale..." pub in Carlo Toso, ed. Una pagina poco nota di storia congolese Rome: Edizioni pro Sanctitate, 1999.
- Lucca, Lorenzo da. Letters, mod. trans. Jean Cuvelier, Relations sur le Congo du Père Laurent de Lucques. Brussels, 1954.
- Merolla da Sorrento, Girolamo. Breve e succinta relatione del viaggio nel Congo. Naples, 1692, 2nd ed. 1726.
- Montesarchio, Girolamo da. "Viaggio al Gongho (1669)." mod. ed. Calogero Piazza, La prefetura apostolica del Congo alla metà del XVII secolo. La Relazione inedita di Girolamo da Montesarchio. Milan, 1976.
- Pavia, Andrea da. "Viaggio Apostolico" pub. in Carlo Toso, ed. "Viaggio apostolico in Africa de Andrea da Pavia (inedito del sec. XVII). Rome, 2000.
- Pigafetta, Filippo. Relatione del Regno di Congo et delle circonvince contrade tratta dalli scritti e ragionamenti di Oduarte Lopez Portuguese. Rome, 1591. English translation, Abraham Hartwell, 1594; Ann Hutchinson, 1888.
- Roma, Giovanni Francesco da. Breve relatione del successo della missione de' frati minori cappuccini del serafico P. S. Francesco al regno del Congo. Rome, 1648 (2nd ed. 1649). French translation, François Bontinck, 1964.
- Zucchelli, Antonio da Gradisca. Relatione del viaggio e missione di Congo nell'Ethipia inferiore occidentale Venice, 1712.
- Bouveignes, Olivier de Les anciens rois du Congo, Namur: Grands Lacs, 1948.
- David Birmingham, (1966). Trade and Conquest in Angola. Oxford and London: Oxford University Press..
- Cecile Fromont, (2014). The Art of Conversion: Christian Visual Culture in the Kingdom of Kongo. Chapel Hill: University of North Carolina Press..
- Hilton, Ann (1982). The Kingdom of Kongo. Oxford: Oxford University Press..
- Karl Edvard Laman,The Kongo. 4 vols. 1954–68.
- Saccardo, Graziano. Congo e Angola con la storia dell'antica missione dei Cappuccini. 3 vols., Venice, 1982–83.
- John K. Thornton, The Kingdom of Kongo: Civil War and Transition, 1641–1718.
- John K. ThorntonThe Kongolese Saint Anthony: Dona Beatriz Kimpa Vita and the Antonian Movement, 1683–1706 Cambridge University Press, 1998.
- John K. Thornton. *„The Origins and Early History of the Kingdom of Kongo,”. International Journal of African Historical Studies. 1: 89—120. 34 2001. Проверите вредност парамет(а)ра за датум: |date= (помоћ).
- Vansina, Jan. Kingdoms of the Savanna. University of Wisconsin Press., Madison, WI,, 1966.

## Spoljašnje veze
- -author= -
- -author= -
- -author= -